# ژان-لوک براسارد
ژان-لوک براسارد (انگلیسی: Jean-Luc Brassard؛ زادهٔ ۲۴ اوت ۱۹۷۲) ورزشکار اسکی نمایشی اهل کانادا است.
وی در مسابقات کشوری و بین‌المللی در مجموع برندهٔ ۳ مدال طلا، ۱ مدال نقره شده‌است.